# Ластавице Христове
Ластавице Христове (рус. Ласточки Христовы) је руски документарни филм из 2021. године у режији и по сценарију Јулије Бочарове. Бележи живот митрополита црногорско-приморског Амфилохија, док такође приказује значај Српске православне цркве у Црној Гори.
Премијерно је приказан 17. марта 2021. године у Москви, односно 23. новембра 2022. године у Парохијском дому храма Светог Саве у Београду.

## Радња
Скупштина Црне Горе усвојила је 27. децембра 2019. године предлог Закона о одузимању све црквене имовине Српској православној цркви. Стотине хиљада људи у Црној Гори устало је на саборну молитву коју је предводио митрополит Амфилохије. Митрополит је током своје службе са својим народом подигао и обновио 700 цркава и манастира. Неочекивано за све, национални пастир умире од последица ковида 19, али његове молитве су услишене. Четрдесетог дана након Владикине смрти, Влада се мења и уноси амандмане на предлог Закона о СПЦ.
Редитељка Јулија Бочарова каже да је циљ филма био да прикаже не само размере судбоносних догађаја у Црној Гори, већ да кроз историју српског народа и личност митрополита Амфилохија исприча о дубини и лепоти православне цркве. Филм о чудесном архипастиру, митрополиту црногорско-приморском Амфилохију, ученику старца Пајсија и Јустина, о процвату монаштва и духовности, о унутрашњем подвигу обичног човека и о чуду које се догодило.